# Nuova Democrazia Serba
La Nuova Democrazia Serba (in serbo Нова српска демократија? / Nova srpska demokratija, NSD o NOVA) è un partito politico montenegrino.

## Storia
La NSD venne fondato il 24 gennaio 2009 dalla fusione del Partito Popolare Serbo e del Partito Socialista Popolare del Montenegro.
Immaginato come un'ampia coalizione di partiti filo-serbi del Montenegro, centrata attorno alla "Lista Serba", avrebbe dovuto includere anche il Partito Serbo Democratico, nonché diverse organizzazioni serbe politico-culturali. Tuttavia, la fusione è stata più limitata, in quanto solo Partito Popolare Serbo, Partito Socialista Popolare del Montenegro e l'Organizzazione della Matica delle Bocche di Cattaro, sono giunte a un accordo di fusione. Durante il processo di fusione, una frazione della Lista serba guidata dall'ex vicepresidente Dobrilo Dedeić, rifiutò il progetto formando la Lista Nazionale Serba.
Il partito è guidata da Andrija Mandić, ex-leader della "Lista Serba". Mandić ha cercato di trasformare la "Lista Serba" in un partito, al fine di accrescere il potenziale di coalizione del partito. Questa idea è stata accolta con la forte resistenza di tutti i partecipanti in trattative per una fusione.
La formazione del nuovo partito è considerato un discreto successo, il partito ha conquistato 8 seggi nelle elezioni parlamentari del 2009, in calo di 4 seggi rispetto al suo predecessore la Lista serba.
Alle elezioni del 2012, entra a far parte del Fronte Democratico, confermando i suoi 8 seggi nel parlamento. Termina la sua partecipazione nel 2023, con lo scioglimento dell'alleanza.